# Tristaniopsis
Tristaniopsis är ett släkte av myrtenväxter. Tristaniopsis ingår i familjen myrtenväxter.

## Dottertaxa tillTristaniopsis, i alfabetisk ordning[1]
- Tristaniopsis anomala
- Tristaniopsis beccarii
- Tristaniopsis bilocularis
- Tristaniopsis burmanica
- Tristaniopsis callobuxus
- Tristaniopsis capitulata
- Tristaniopsis clementis
- Tristaniopsis collina
- Tristaniopsis decorticata
- Tristaniopsis elliptica
- Tristaniopsis exiliflora
- Tristaniopsis ferruginea
- Tristaniopsis fruticosa
- Tristaniopsis glauca
- Tristaniopsis guillainii
- Tristaniopsis jaffrei
- Tristaniopsis kinabaluensis
- Tristaniopsis laurina
- Tristaniopsis littoralis
- Tristaniopsis lucida
- Tristaniopsis macphersonii
- Tristaniopsis macrosperma
- Tristaniopsis merguensis
- Tristaniopsis micrantha
- Tristaniopsis microcarpa
- Tristaniopsis minutiflora
- Tristaniopsis ninndoensis
- Tristaniopsis oblongifolia
- Tristaniopsis obovata
- Tristaniopsis oreophila
- Tristaniopsis parvifolia
- Tristaniopsis pentandra
- Tristaniopsis polyandra
- Tristaniopsis pontianensis
- Tristaniopsis razakiana
- Tristaniopsis reticulata
- Tristaniopsis rubiginosa
- Tristaniopsis whiteana
- Tristaniopsis vieillardii
- Tristaniopsis yateensis